# يارقيشيوق
يارقيشيوق هي بلدة في مقاطعة جلاقدوق في ولاية أنديجان في أوزبكستان.